# Gaio Sestilio
Gaio Sestilio (fl. IV secolo a.C.) è stato un politico e militare romano.

## Tribunato consolare
Nel 379 a.C. fu eletto tribuno consolare con Lucio Giulio Iullo, Publio Manlio Capitolino, Marco Albinio e Lucio Antistio.
Con una procedura straordinaria a Publio Manlio e a suo fratello Gaio Manlio fu affidata la campagna contro i Volsci. Nonostante l'imperizia dei comandanti, la campagna non si risolse in una completa disfatta, grazie al valore dei soldati.